# 화신전기
화신전기는 1972년부터 1982년까지 존재한 대한민국의 가전회사다. 당시 본사 소재지는 경기도 인천시(현 인천광역시)에 있다.

## 역사
- 1972년 - 화신전기 설립
- 1975년 - 인천 부평에 공장설립
- 1976년 - 냉장고 생산판매 개시
- 1977년 - 1조식 전자동 세탁기 출시
- 1979년 - 롬에어컨 출시
- 1982년 - 화신전기 폐업

## 역대 슬로건
- 화신그룹의 화신전기/화신쏘니
- 새기술의 창조 화신전기/화신쏘니
- 오랜전통 앞선기술 화신전기
- 아빠는 안보역군 엄마는 방첩주부

## 같이 보기
- 화신전자
- 화신그룹